# Unteroffiziersschule (Potsdam)
Die Unteroffiziersschule ist ein Baudenkmal in Potsdam, das seit 2008 als Justizzentrum Potsdam genutzt wird. Das Gebäude in der Jägervorstadt wurde 1826–1828 von Johann Georg Carl Hampel nach Entwürfen von Karl Friedrich Schinkel für die 1824 gegründete 1. Preußische Unteroffizier-Schulabteilung errichtet.
In dem Gebäudekomplex haben das Landgericht Potsdam und das Verfassungsgericht des Landes Brandenburg ihren Dienstsitz. Ferner ist eine Nebenstelle des Amtsgerichts Potsdam und die Potsdamer Staatsanwaltschaft dort ansässig.